# 알리멘타시옹 쿠시타르
알리멘타시옹 쿠시타르(영어: Alimentation Couche-Tard)는 캐나다의 다국적 편의점 운영업체이다.

## 사업
알리멘타시옹 쿠시타르는 캐나다 외에도 미국, 멕시코, 아일랜드, 노르웨이, 스웨덴, 덴마크, 에스토니아, 라트비아, 리투아니아, 폴란드, 일본, 홍콩, 인도네시아 등에 약 16,700개의 매장을 운영하고 있다. 다음은 캐나다에서의 운영 현황이다.
- 퀘벡주 - 쿠시타르, 프로비수아르, 데파뉴르 세븐 7 주르 등의 이름으로 된 581개의 법인 매장과 298개의 가맹점
- 온타리오주 - 702개의 법인 매장과 214개의 가맹점
- 서부 캐나다에 - 맥스(Mac's), 마이크 마트(Mike's Mart), Becker's(독립 운영), 데이지 마트, 윙크라는 이름으로 된 305개의 법인 매장과 71개의 가맹점

다음은, 이에 더해 추가적으로 운영 중인 매장이다.
- 어빙 오일 스토어(Irving Oil stores)
- 써클 K
- 스타토일(Statoil)